# Circondario di Günzburg
Il circondario di Günzburg è uno dei circondari dello stato tedesco della Baviera.
Fa parte del distretto governativo della Svevia.

## Città e comuni
| Comuni del circondario | Città 1. Burgau (10 628) 2. Günzburg (21 865) 3. Ichenhausen (9 403) 4. Krumbach (13 940) 5. Leipheim (7 661) 6. Thannhausen (6 526) | Comuni 1. Aichen (1 206) 2. Aletshausen (1 221) 3. Balzhausen (1 244) 4. Bibertal (4 967) 5. Breitenthal (1 255) 6. Bubesheim (1 562) 7. Burtenbach (3 608) 8. Deisenhausen (1 464) 9. Dürrlauingen (1 711) 10. Ebershausen (638) 11. Ellzee (1 217) 12. Gundremmingen (1 394) 13. Haldenwang (2 142) 14. Jettingen-Scheppach (7 221) 15. Kammeltal (3 327) 16. Kötz (3 347) 17. Landensberg (691) 18. Münsterhausen (2 038) 19. Neuburg a.d.Kammel (3 251) 20. Offingen (4 429) 21. Rettenbach (1 726) 22. Röfingen (1 231) 23. Ursberg (3 414) 24. Waldstetten (1 271) 25. Waltenhausen (758) 26. Wiesenbach (1 020) 27. Winterbach (768) 28. Ziemetshausen (3 231) |